# Baeoura longefiligera
Baeoura longefiligera är en tvåvingeart som beskrevs av Mendl 1986. Baeoura longefiligera ingår i släktet Baeoura och familjen småharkrankar.
Artens utbredningsområde är Spanien. Inga underarter finns listade i Catalogue of Life.